# Love Angel
「Love Angel」（ラヴ エンジェル）は、日本の歌手hitomiの29枚目のシングル。2005年8月24日発売。発売元はavex trax。

## 概要
- 2005年第2弾シングル。
- ユニリーバ・ジャパン「mod's hair」CMソング
- 日本テレビ系「@サプリッ!」エンディングテーマ
- 限定盤には前作に引き続き黒崎えり子とのコラボレーション特製ネイルチップ付き。

## 収録曲
1. Love Angel (4:24)
作詞：hitomi、作曲：AVANT GARDE、編曲：渡辺善太郎
2. “Escape” (3:44)
作詞：hitomi、作曲：内田藍・渡辺善太郎、編曲：渡辺善太郎
3. SAMURAI DRIVE (LOVE LIFE Version 2005) (4:21)
作詞：小林亮三、作曲：cune、編曲：渡辺善太郎

## 収録アルバム
- LOVE CONCENT (#1)
- peace (#1)